# Estructuralisme
L'estructuralisme és una escola teòrica de les ciències socials i humanes originada amb Ferdinand de Saussure i desenvolupada per Lévi Strauss. Considera l'objecte d'estudi com un sistema dividit en elements que es relacionen entre si. S'atorga prioritat als significants, davant dels significats. La relació, i per tant, la comparació és el que origina el significat. Per analitzar-lo científicament, cal, doncs, estudiar aquestes relacions i com n'afecten la globalitat, que adquireix un significat més enllà de la suma de les parts. Per exemple, la diferència entre el fred i la calor dota de significat ambdues paraules. No podem entendre el fred si no concebem la calor.
L'estructuralisme, a més, deixa de banda la idea humanista que l'ésser humà és al centre i hi posa les estructures. Per tant, els éssers humans hem estat creats per les estructures on naixem i en les quals ens relacionem.
L'estructuralisme disposa, també, d'un corrent important en art i arquitectura, desenvolupat bàsicament entre els anys 1950 i 1970 (estructuralisme (art)), així com una posició teòrica científica (estructuralisme científic) dins de la filosofia analítica.

## L'estructuralisme en lingüística
Saussure proposava l'estudi de l'estructura de la llengua en un moment donat, contrastant-lo amb la lingüística diacrònica, que s'encarregaria d'estudiar l'evolució de la llengua al llarg del temps.
Una de les aplicacions més reeixides de l'estructuralisme va ser a la fonologia. Roman Jakobson i l'escola de Praga van analitzar les característiques articulatòries de cada so, dividint-los en parelles que contrastaven per un sol tret (per exemple + sonor - sonor), que fou la base de l'AFI que avui s'utilitza. Així, es va poder estudiar la distància objectiva entre els diversos fonemes en la globalitat de les llengües.
Pel que fa a la morfosintaxi, l'estructuralisme introdueix la noció de sintagma, oposada a la de paradigma. Un sintagma estudia una paraula i les relacions gramaticals que estableix en la frase ("en horitzontal"), per veure com en canvia el sentit si està en una posició o en una altra, si depèn d'alguna altra paraula o no i si es veu afectada pels mots del voltant. En canvi, el paradigma es fixa en les relacions "en vertical", és a dir, entre una paraula i totes aquelles que podrien ocupar el mateix lloc (per exemple, entre els noms comuns que tenen sentit en un context donat).

## L'estructuralisme en literatura i pensament
La literatura comença a ser interdisciplinària, ja que qualsevol estructura social es torna un text susceptible de ser llegit i interpretat pels estudiosos i, en aquest sentit, es pot considerar que l'estructuralisme va donar pas a la semiòtica o semiologia. Va tenir molt d'èxit en la narrativa, en què analitzava els elements estructurals que formaven una història fent abstracció de les seves concrecions. És a dir, moltes històries tenen uns tipus de personatges i una manera de desenvolupar l'argument que les fa variants d'una protohistòria, malgrat que l'ambientació, els noms o l'estil siguin diferents. Roland Barthes, Northrop Frye, Louis Althusser i el primer Michel Foucault van usar aquest enfocament.
De la mateixa manera, es creia que la ment i el coneixement es podien descompondre en una sèrie d'elements atòmics universals, en una idea deutora de la tradició de Demòcrit i precursora dels memes.
En literatura, es crea el concepte d'intertextualitat, pel qual cada obra té elements dels textos anteriors, que formen part de l'estructura cultural, encara que l'autor no hagi llegit aquelles fonts. L'obra concreta es defineix justament per com integra la tradició anterior i com es relaciona amb els altres elements del sistema, així com les innovacions que hi aporta.

## L'estructuralisme en sociologia i antropologia
Claude Lévi-Strauss va estudiar les relacions de parentiu com un sistema en què els membres podien oposar-se per una sèrie de trets i aportaven significació al conjunt social. També va estudiar com a estructures fixes els mites, i va comprovar que en diferents societats es donaven històries similars i, per tant, havien de jugar una funció semblant. Amb posterioritat, va estendre els seus estudis a la nutrició i altres camps amb la idea que totes les cultures són variacions d'una sèrie fixa de sistemes.

## Pervivència de l'estructuralisme
L'estructuralisme va suposar una revolució perquè va acostar les ciències socials i humanes a la investigació en identificar les estructures com a objecte d'estudi. Moltes de les seves troballes continuen vigents. No obstant això, des dels anys 60 n'han sorgit reaccions en contra, com la gramàtica generativa en lingüística (Noam Chomsky) o la desconstrucció (amb Jacques Derrida). Jacques Lacan i Louis Althusser són també deutors del moviment.
L'estructuralisme marxista va ser dels vessants més importants del corrent. Althusser va redactar Lire le Capital (Llegir el Capital) havent llegit només un volum d'El capital de Marx, en el qual Althusser descriu dues etapes de Marx: el jove Marx revolucionari i el Marx adult i estudiós. Aquestes dues etapes són fruit de la interpretació d'Althusser, ja que Marx en cap moment no ho explica. Aquest llibre va influenciar molt la població fins que Althusser va acabar reconeixent que no s'havia acabat de llegir El capital de Marx i que, per tant, les seves teories eren falses. Es va constatar, una vegada més, que des de l'estatus de científic eren permeses les crítiques cap al poble sense arguments prou fonamentats. Així doncs, les personalitats que disposaven de l'autoritat intel·lectual imposaven coneixements que ningú podia posar en dubte i que sovint no se n'havia comprovat la validesa.
Les crítiques passen per la sobreinterpretació (s'assimilen fenòmens obviant el context, i que potser no haurien de comparar-se), la poca aplicabilitat a qüestions quotidianes i la negació de les aportacions individuals al sistema. A més a més, denuncien l'etnocentrisme de l'escola, ja que suposa que els esquemes occidentals són extrapolables a altres cultures, com si els esquemes dels europeus fossin els universals.

## De l'estructuralisme a l'estructuralisme constructivista
Les aportacions de Bordieu superen els punts febles de l'estructuralisme. L'estructuralisme, entén que les estructures són fixes i no permeten cap canvi per part de la societat. En canvi, el constructivisme diu que hi ha estructures fixes, però alhora defensa la possibilitat de creació i modificació de les estructures per part d'agents socials, es personalitzen segons els  agents socials.
Una de les contribucions de Bordieu és el concepte d'hàbitus. L'hàbitus és el conjunt d'activitats i estructures que es reprodueixen socialment, i determinen cada classe social i en genera de noves.
Existeix una distinció:
- Estructura estructurant: defineix les pràctiques i les percepcions dels grups socials. Per exemple, si ets de classe alta aniràs a restaurants més cars i amb un perfil de públic de la teva classe social. Per tant, anar a restaurants cars defineix el teu grup social.
- Estructura estructurada: principi que organitza la percepció del món. Siguis de la classe que siguis assumeixes les característiques que et venen donades per la classe que pertanys.

Bourdieu pensa que hi ha estructures socials que determinen gustos i maneres d'actuar i fa una crítica a l'educació. Considera que l'escola té la finalitat de transmissió cultural i que, per tant, reprodueix les desigualtats per tal que els infants assumeixin les divisions de classes i els sistemes que els pertoquen. Erik O. Wright critica al concepte de distinció i s'hi oposa amb l’obra Utopies possibles, en la qual demostra que amb les tertúlies dialògiques es poden superar aquests límits de l'educació que contempla Bourdieu.